# 18119 Брауде
18119 Брауде (18119 Braude) — астероїд головного поясу, відкритий 4 липня 2000 року.
Тіссеранів параметр щодо Юпітера — 3,603.